# Bucentaurus

Bucintoro

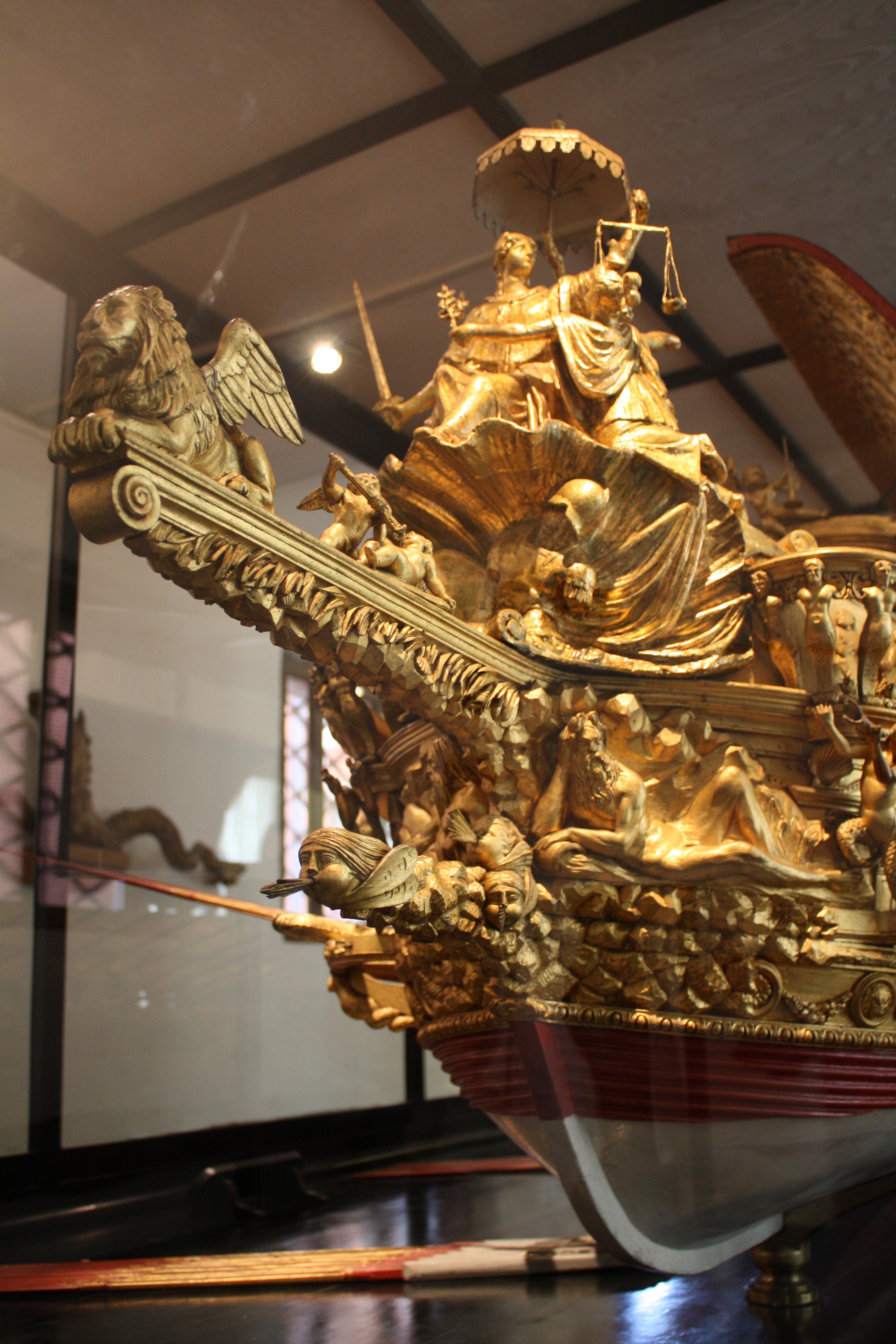
Reconstructie van een voorsteven

De bucentaurus of in Italiaans bucintoro was het paradeschip (13e eeuw – 1722) van de doge van de republiek Venetië. Er bestonden verschillende exemplaren in de loop der eeuwen. De eerste dateerde van 1289 alhoewel er mogelijks nog voorafgaand andere schepen kunnen bestaan hebben. De laatste bucentaurus werd gebouwd in 1722. Over de eeuwen heen werd het schip groter, meer rijkelijk versierd met bladgoud, brokaten gordijnen en heuse salons.
De voorsteven was gesculpteerd met onder meer een vrouwelijke afbeelding van de Serenissima of republiek Venetië, Vrouwe Justitia, Neptunus en de leeuw van Sint Marcus.

## Naam
De middeleeuws-Latijnse naam was bucentaurus doch de oorspronkelijke naam in het Venetiaans was buzino d’oro of (klein) gouden schip. De term burchio betekent vrachtschip of oorlogsschip en het verkleinwoord is buzino. In de Renaissance beschreven auteurs de bucentaurus als een verwant mythologisch figuur van de centaur waarbij het paardendeel van de centaur vervangen is door een rund. Deze beschrijving is literair en is niet terug te vinden als afbeelding op het schip.

## Huwelijk met de zee
Eenmaal per jaar voer de bucentaurus met de doge uit tot aan de overgang tussen de lagune van Venetië en de Adriatische Zee. Dit feest heette de Sposalizio del Mare of het huwelijk met de zee. De ceremonie voltrok zich op het feest van Onze Heer Hemelvaart. Het ging om een plechtige ceremonie waarin de republiek Venetië symbolisch huwde met de zee. De doge smeet een gouden trouwring in de zee. Een stoet van schepen volgde de bucentaurus op dit hoogfeest van de republiek. In de stoet zaten de patriarch van Venetië die de zee zegende en andere vooraanstaanden. Nadien volgde een staatsbanket in het dogepaleis met overvloedig eten, drinken en amusement.